# کامی کاتلر
کامی کاتلر (انگلیسی: Kami Cotler؛ زادهٔ ۱۷ ژوئن ۱۹۶۵) بازیگر اهل ایالات متحده آمریکا است. وی بین سال‌های ۱۹۷۱ تا ۲۰۱۱ میلادی فعالیت می‌کرد.
از فیلم‌ها یا برنامه‌های تلویزیونی که وی در آن نقش داشته است، می‌توان به خانواده والتون اشاره کرد.